# 青龙江水库
青龙江水库是中国广西壮族自治区南宁市邕宁区境内的一座水库，位于郁江流域青龙江上，建于1958年。水库正常库容为415万立方米，集雨面积为196平方千米，海拔为81米。